# HD 40307
HD 40307 — помаранчева зірка спектрального класу К головної послідовності, що розташованих близько в 42 світлових років від нас у сузір'ї Живописця (на його "Мольберті"). Свою назву отримала позначенням у каталозі Генрі Дрейпера. Зоря трохи менш масивна за Сонце. HD 40307 спостерігалась під час чи до 1900 року, входячи у Боннський огляд. Навколо зірки обертаються шість планет: три виявлений у 2008 році і ще три у 2012-ом. Одна з них, HD 40307 g, є потенційною надземлею у зоні, яка придатна для життя, з орбітальним періодом близько 200 днів. Ця планета може бути здатна підтримувати рідку воду на своїй поверхні, хоча ще треба набагато більше інформації, щоб можливість щодо її заселеності живими організмами була визначена.

## Історія і номенклатура
Позначення HD 40307 походить з каталогу Генрі Дрейпера, що базований на спектральних класифікаціях 1911—1915 роках Енні Джамп Кеннон і її колегою. Каталог був опублікований в період між 1918 і 1924 роками.

## Характеристики
Як зірка K-типу HD 40307 випромінює помаранчеве світло. Вона має тільки 3/4 сонячного радіуса і маси. а її температура становить близько 5000 К, що є досить високою для зірки подібного класу. Зазвичай температура таких зірок наближена до температури зірок G-типу, такі як Сонце.
Астрономи, які виявили планети на орбітах навколо HD 40307, припустили, що металічність зірок визначається, або планетарними тілами, у яких орбіти будуть землеподібними, або газовими, як Юпітер чи Сатурн.

### Відстань та видимість
Незважаючи на свою відносну близькість до Сонця в 42 світлових років, HD 40307 непомітний неозброєним оком, через його видиму величину, яка становить 7,17.  Світло зорі проходить 6,4 світлових років у бік Сонця близько за 413000 років.

## Планетарна система

Орбіти трьох внутрішніх планет HD 40307.

Після п'яти років спостережень за зорею, у червні 2008 року, Європейською Організацією Астрономічних Досліджень у Південній Півкулі (ESO) було оголошено про виявлення відразу трьох надземель на орбіті навколо HD 40307. Всі три планети були виявлені методом спостерігаючи променеву швидкість методом доплерівської спектроскопії, використавши для цього спектограф HARPS.
У 2012 році незалежний аналіз, проведений групою астрономів під керівництвом Мікко Tuomi з Університету Гартфордшира, підтвердив існування цих планет і знайшов ще три планети у системах.
Орбіти п'яти планет у системі надто близькі до материнської зірки, Найдальша з них перебуває у два рази ближче до HD 40307, ніж Меркурій до Сонця. Тільки шоста планета, HD 40307 g, знаходиться на відстані схожої до відстані Венери від Сонця, й знаходиться вона в області зони, яка придатна для існування води у рідкому стані.
Мінімальна маса планет у системі коливається від трьох до десяти разів більше маси Землі, зіставляючи їх десь між Землею і газовими гігантами, як Уран і Нептун. Динамічний аналіз внутрішніх планет говорить про те, що планета b нестійка для свого віку, якщо це крижаний гігант, який перекочував ближче до свого світила. Це передбачає схожість інших планет, що розміщені далі.  Найнедавніше спостереження через динамічний аналіз, також вказує, що справжня планетарна маса не може бути набагато вище за мінімальну.
Нижче представлена таблиця характеристик планет системи HD 40307:

## Найближче оточення зірки
Наступні зоряні системи знаходяться на відстані в межах 10 світлових років від HD 40307:
| Зірка          | Спектральний клас | Відстань, св. років |
| CP-62 780      | M0 Ve             | 2.6                 |
| CD-55 1514     | K7 V              | 5.6                 |
| ζ Золотої Риби | F7-8 V            | 6.1                 |
| CD-57 1079     | K7 V              | 6.4                 |
| BPM 17964 AB   | M2 Ve(?)          | 8.2                 |
| CP-65 475      | K1 V-IIIp         | 8.4                 |

## Зовнішні посилання
- Тріо надземель: Врожай маломасивних екзопланет, виявлених HARPS'ом, прес-реліз Європейської південної обсерваторії, ESO 19/08, 16 червня 2008.